# آنا دمیتریوا
 آنا دمیتریوا (انگلیسی: Anna Dmitrieva؛ زادهٔ ۱۰ دسامبر ۱۹۴۰ – درگذشتهٔ ۲۴ ژوئن ۲۰۲۴) یک تنیس‌باز اهل روسیه بود.